# Console virtuelle (Nintendo 3DS)
Pour les articles homonymes, voir Console virtuelle.
Ne doit pas être confondu avec Console virtuelle (Wii) ou Console virtuelle (Wii U).

Logo de la plate-forme Virtual Console pour Nintendo 3DS.

La Console virtuelle (Virtual Console en anglais) est une plate-forme de téléchargement virtuelle disponible sur la Nintendo 3DS, proposant des jeux de précédentes consoles de Nintendo et de Sega. Le Nintendo eShop de la Nintendo 3DS est ouvert depuis le 6 juin 2011.

## Principe
Le principe de la console virtuelle de la Nintendo 3DS est tout simplement, comme la console virtuelle de la Wii et de la Wii U, de permettre au joueur de jouer à des jeux plus ou moins rétro sur sa Nintendo 3DS.
La console virtuelle propose des jeux de cinq consoles différentes : 
- la Game Boy (depuis le 7 juin 2011) ;
- la Game Boy Color (depuis le 8 juin 2011) ;
- la NES (depuis le 1er mars 2012) ;
- la Game Gear (depuis le 29 mars 2012) ;
- la Super Nintendo (depuis le 3 mars 2016, uniquement sur les consoles New Nintendo 3DS, New Nintendo 3DS XL et New Nintendo 2DS XL).

Ces jeux sont disponibles sur le Nintendo eShop, la boutique en ligne de la console. La plate-forme a été lancée le 7 juin 2011 avec 3 jeux Game Boy : Tennis, Alleyway et Super Mario Land.

## Jeux disponibles
| Console        | Japon | Amérique du Nord | PAL (EU, AUS) |
| -------------- | ----- | ---------------- | ------------- |
| Game Boy       | 70    | 50               | 48            |
| Game Boy Color | 23    | 29               | 31            |
| Game Gear      | 22    | 16               | 16            |
| NES/Famicom    | 111   | 64               | 63            |
| Super Nintendo | 49    | 30               | 31            |
| PC-Engine      | 4     | 0                | 0             |

Note : le programme des Ambassadeurs Nintendo 3DS est exclu de ce tableau.